# ارزش برند
ارزش برند (Brand Value)، ارزشی است که مشتریان و مشتریان بالقوه از یک برند درک می‌کنند. ارزش برند با میزان اعتماد مشتری از یک برند اندازه‌گیری می‌شود. ارزش برند یک شرکت می‌تواند با مقایسه درآمد مورد انتظار آینده از یک محصول با نام تجاری با درآمد مورد انتظار آینده یک محصول بدون نام تجاری معادل با آن محاسبه شود. این تفاوت، که معمولاً همان سود حاصله‌است، به معنی میزان اعتماد مشتریان به این برند، و تمایل آن‌ها برای پرداخت بیش از قیمت نسبت به برندهای رقیب با ادراک ارزش پایین تر است. منتها این محاسبه بر اساس تقریب است. این ارزش می‌تواند شامل ویژگی‌های ملموس، کارکردی(مثلا قدرت پاک‌کنندگی دوبرابر یا میزان چاق‌کنندگی نصف)و ویژگی‌های غیر ملموس و احساسی (مانند برند از نظر افراد خوش سلیقه یا با سَبک) باشد.
این واژه به معنی ارزش شناخته شده از یک برند است و می‌تواند روی قیمت بالاتر برای محصول یک شرکت تأثیر داشته باشد.(Monash Marketing Dictionary). کلیه ارزش سودآور درک شده در ذهن مشتری از یک برند هم ارزش برند نامیده می‌شود(Raynet Business & Glossary). 